# Marsencollectie van het Pruisische leger II
De Marsencollectie van het Pruisische leger II (Königlich Preußische Armeemarsch-Sammlung II)  bestaat uit snelle marsen (parademarsen) voor de infanterie.
Koning Frederik Willem III van Pruisen nam op 10 februari 1817 het besluit voor zijn militaire muziekkorpsen marsen te verzamelen. Hieruit is een in Europa unieke verzameling van verschillende militaire marsen ontstaan. Van sommige werken is naam of titel niet bekend. Dit kan doordat bijvoorbeeld de partituur door een lid van de koninklijke familie van een reis in het buitenland was meegenomen. Ook zijn er marsen waarvan de componist niet bekend is.
| AM sinds  | AM Nr.  | Naam/titel                                                                                      | Componist                                                         | Bijzonderheden |
| --------- | ------- | ----------------------------------------------------------------------------------------------- | ----------------------------------------------------------------- | --- |
| 1817      | II, 1   | Marsch                                                                                          | Friedrich Satzenhoven                                             | |
| 1817      | II, 2   | Russische mars                                                                                  |                                                                   | |
| 1817      | II, 3   | Russische mars                                                                                  |                                                                   | |
| 1817      | II, 4   | Russische mars                                                                                  |                                                                   | |
| 1817      | II, 5   | Russische mars                                                                                  |                                                                   | |
| 1817      | II, 6   | Marsch                                                                                          | Klopow                                                            | |
| 1817      | II, 7   | Russische mars                                                                                  |                                                                   | |
| 1817      | II, 8   | Pausenmarsch                                                                                    |                                                                   | |
| 1817      | II, 9   | Marsch                                                                                          | François-Adrien Boieldieu                                         | |
| 1817      | II, 10  | Marsch                                                                                          | Charlotte Elisabeth Freiin von Stackelberg                        | |
| 1817      | II, 11  | Mars uit het ballet «Les Amours de Vénus»                                                       |                                                                   | |
| 1817      | II, 12  | Marsch                                                                                          | Catterino Cavos (1775-1840)                                       | bewerkt door Anton Dörfeldt |
| 1817      | II, 13  | Marsch                                                                                          | Catterino Cavos (1775-1840)                                       | bewerkt door Anton Dörfeldt |
| 1817      | II, 14  | Mars van het Siberische Grenadier Regiment                                                      |                                                                   | een presenteermars (vroegere chargeer-mars) uit de 18e eeuw; het regiment stond in de militaire district Dnjestr                                                                                            |
| 1817      | II, 15  | Marsch                                                                                          | Anton Dörfeldt                                                    | |
| 1817      | II, 16  | Mars uit het ballet «Les Amours de Vénus»                                                       |                                                                   | bewerkt door Catterino Cavos (1775-1840) |
| 1817      | II, 17  | Mars uit de opera "Les Deux Journées, ou Le Porteur d'eau (Der Wasserträger)"                   | Luigi Cherubini                                                   | |
| 1817      | II, 18  | Marsch                                                                                          | Catterino Cavos (1775-1840)                                       | bewerkt door Anton Dörfeldt |
| 1817      | II, 19  | Mars van het Russische Grenadier Regiment Koning van Pruisen                                    | Anton Dörfeldt                                                    | het regiment stond in het militaire district Lijfland |
| 1817      | II, 20  | Marsch                                                                                          | Anton Dörfeldt                                                    | |
| 1817      | II, 21  | Marsch                                                                                          | Anton Dörfeldt                                                    | |
| 1817      | II, 22  | Marsch                                                                                          | Anton Dörfeldt                                                    | |
| 1817      | II, 23  | Mars van het Fanagorijski Grenadier Regiment                                                    |                                                                   | het regiment stond in het militaire district Smolensk |
| 1817      | II, 24  | Mars uit de opera "Cendrillon (Aschenbrödel)"                                                   | Nicolas Isouard                                                   | zes marsen uit deze opera werden voor militaire kapel bewerkt |
| 1817      | II, 25  | Mars van het Russische Grenadier Regiment Koning van Pruisen                                    | Catterino Cavos                                                   | het regiment stond in het militaire district Lijfland |
| 1817      | II, 26  | Marsch                                                                                          | Anton Dörfeldt                                                    | |
| 1817      | II, 27  | Marsch                                                                                          | Anton Dörfeldt                                                    | |
| 1817      | II, 28  | Pariser Einzugsmarsch (1815)                                                                    |                                                                   | bewerkt door Anton Dörfeldt - Trio uit de opera «Lucile» van André Ernest Modeste Grétry |
| 1817      | II, 29  | Mars naar motieven uit de opera "Jean de Paris (Johann von Paris)"                              | François-Adrien Boieldieu                                         | bewerkt door Anton Dörfeldt |
| 1817      | II, 30  | Marsch                                                                                          | François Devienne                                                 | bewerkt door Anton Dörfeldt |
| 1817      | II, 31  | Marsch                                                                                          | Daniel Streibelt                                                  | bewerkt door Anton Dörfeldt |
| 1817      | II, 32  | Mars van de Reserve-Artillerie (1815)                                                           | Anton Dörfeldt                                                    | |
| 1817      | II, 33  | Marsch                                                                                          | Anton Dörfeldt                                                    | |
| 1817      | II, 34  | Marsch                                                                                          | Ferdinando Paër                                                   | bewerkt door Anton Dörfeldt |
| 1817      | II, 35  | Marsch                                                                                          | Anton Dörfeldt                                                    | |
| 1817      | II, 36  | Mars naar motieven uit de opera "La vestale (Die Vestalin)"                                     | Gaspare Luigi Pacifico Spontini                                   | bewerkt door Anton Dörfeldt |
| 1817      | II, 37  | Marsch des Yorkschen Korps (1813)                                                               | Ludwig van Beethoven                                              | opgedragen aan Aartshertog Jozef Anton Johan van Oostenrijk in 1809 |
| 1817      | II, 38  | Pariser Einzugsmarsch (1814)                                                                    | Johann Heinrich Walch                                             | uitgevoerd bij de intocht van de geallieerde keizers en koningen Frans II, tsaar Alexander I van Rusland en Frederik Willem III van Pruisen op 31 maart 1814 in Parijs                                      |
| 1819      | II, 39  | Mars naar motieven uit de opera "La vestale (Die Vestalin)"                                     | Gaspare Luigi Pacifico Spontini                                   | |
| 1819      | II, 40  | Mars naar motieven uit de opera "Fernand Cortez ou La Conquête de Mexique"                      | Gaspare Luigi Pacifico Spontini                                   | uitgevoerd door het Lijf-Garde Semenovski Regiment bij de intocht in Parijs in 1814 |
| 1819      | II, 41  | Wiener (Alexander) Marsch (1814)                                                                | Louis-Luc Loiseau de Persuis                                      | gecomponeerd in 1812 in het ballet «Der blöde Ritter» - de mars werd bekend van de Congres van Wenen 1814/1815 als favoriete mars van tsaar Alexander I van Rusland                                         |
| 1819      | II, 42  | Marsch des Collardo                                                                             | Hieronymus Graaf von Colloredo                                    | |
| 1819      | II, 43  | Marsch Matadura                                                                                 |                                                                   | |
| 1819      | II, 44  | Mars naar motieven uit het ballet «Zefir i Flora (Zephyr und Flora)»                            | Catterino Cavos                                                   | bewerkt door Wilhelm Nolte |
| 1819      | II, 45  | Mars uit Warschau (Marsch aus Warschau)                                                         |                                                                   | ook Polnischer Geschwindsmarsch Warschau |
| 1882      | II, 45a | Sedan-Marsch                                                                                    | Carl Lange                                                        | gecomponeerd in 1818 in Sedan en prins Wilhelm I van Duitsland opgedragen |
| 1819      | II, 46  | Mars naar motieven uit de opera "Fernand Cortez ou La Conquête de Mexique"                      | Gaspare Luigi Pacifico Spontini                                   | bewerkt door Carl Wagner in 1818 in Darmstadt |
| 1846/1860 | II, 46a | Mars naar motieven uit de opera "Fernand Cortez ou La Conquête de Mexique"                      | Gaspare Luigi Pacifico Spontini                                   | bewerkt van Schaller |
| 1819      | II, 47  | Mars uit het ballet "Die vier Freier"                                                           |                                                                   | |
| 1819      | II, 48  | La Castiglione (Klein kasteel)                                                                  |                                                                   | |
| 1820      | II, 49  | Marsch                                                                                          |                                                                   | in 1820 door prins Karel van Pruisen meegebracht |
| 1820      | II, 50  | Marsch                                                                                          |                                                                   | in 1820 door grootvorst Nicolaas Pavlovitsj uit Rusland meegebracht |
| 1822      | II, 51  | Marsch                                                                                          |                                                                   | door prins Karel van Pruisen meegebracht |
| 1822      | II, 52  | Mars van het Hannovers Garde Grenadier Regiment (1821)                                          |                                                                   | het regiment stond in Hannover - in Engeland: British Grenadier March |
| 1822      | II, 53  | Mars uit Zweden (Marsch aus Schweden)                                                           |                                                                   | nu in Zweden vergeten |
| 1823      | II, 54  | Mars naar motieven uit de opera "La vestale (Die Vestalin)"                                     | Gaspare Luigi Pacifico Spontini                                   | bewerkt door Wilhelm Nolte |
| 1824      | II, 55  | Mars van het Oostenrijkse Infanterie Regiment 22 prins Leopold der Beide Siciliën               |                                                                   | door prins Karel van Pruisen uit Verona meegebracht |
| 1824      | II, 56  | Mars van het Oostenrijkse Infanterie Regiment 52 aartshertog Frans Karel                        |                                                                   | in 1822 door koning Frederik Willem III van Pruisen uit Napels meegebracht - in Oostenrijk heet deze mars Erzherzog Carl-Marsch                                                                             |
| 1824      | II, 57  | Mars van het Oostenrijkse Infanterie Regiment 51 von Meczery                                    |                                                                   | in 1822 door Koning Frederik Willem III van Pruisen uit Napels meegebracht - in Oostenrijk heet deze mars Splényi-Marsch                                                                                    |
| 1824      | II, 58  | Mars naar motieven uit de opera "Moses"                                                         | Gioacchino Rossini                                                | in 1823 van de kroonprins Frederik Willem IV van Pruisen uit München meegebracht |
| 1824      | II, 59  | Mars van het Lijf-Garde Wolynski Regiment                                                       | Ferdinand Haase                                                   | in 1823 van prins Wilhelm I van Duitsland uit Rusland meegebracht - bewerkt door Friedrich Weller |
| 1825      | II, 60  | Mars uit het ballet "Het Zwitserse Melkmeisje (Das Schweizer Milchmädchen)"                     | Adalbert Gyrowetz                                                 | in 1822 van Koning Frederik Willem III van Pruisen uit Napels meegebracht - bewerkt door F. Selicke |
| 1826      | II, 61  | Mars naar motieven uit de opera "Alcidor"                                                       | Gaspare Luigi Pacifico Spontini                                   | bewerkt door Johann Carl Bocklet |
| 1827      | II, 62  | Mars van het Lijf-Garde Semenovski Regiment                                                     |                                                                   | in 1826 door prins Wilhelm I van Duitsland uit Sint-Petersburg meegebracht |
| 1827      | II, 63  | Pratermarsch                                                                                    | Heinrich Hirtl                                                    | gecomponeerd in 1825 |
| 1827      | II, 64  | Mars van het Lijf-Garde Ismaïlovski Regiment                                                    |                                                                   | |
| 1827      | II, 65  | Mars uit het ballet "La Festa di Terpsichore"                                                   | Joseph Augustin Gürrlich                                          | bewerkt door Johann Carl Bocklet |
| 1827      | II, 66  | Marsch                                                                                          | Johann Friedrich Naue                                             | |
| 1828      | II, 67  | Mars uit het ballet "Malle Cadella"                                                             | Friedrich August Belcke                                           | bewerkt door Heinrich August Neithardt |
| 1828      | II, 68  | Mars uit Warschau                                                                               |                                                                   | bewerkt door Ferdinand Haase |
| 1828      | II, 69  | Mars uit Posen                                                                                  |                                                                   | |
| 1828      | II, 70  | Mars naar motieven uit de opera "Alcidor"                                                       | Gaspare Luigi Pacifico Spontini                                   | bewerkt door Heinrich August Neithardt |
| 1828      | II, 71  | Mars van de Hongaarse Grenadieren (Marsch der Ungarischen Grenadiere)                           |                                                                   | |
| 1828      | II, 72  | Mars naar motieven uit de opera "La Dame Blanche (Die weiße Dame)"                              | François-Adrien Boieldieu                                         | |
| 1828      | II, 73  | Mars van de kroonprins uit Italië meegebracht (Marsch vom Kronprinzen aus Italien mitgebracht)  |                                                                   | bewerkt door Heinrich August Neithardt |
| 1828      | II, 74  | Mars naar motieven uit de opera "La Muette de Portici (Die Stumme von Portici)"                 | Daniel François Esprit Auber                                      | bewerkt door Friedrich Schick |
| 1829      | II, 75  | Napolitaanse Armeemars (Neapolitanischer Armeemarsch)                                           |                                                                   | in 1828 door de kroonprins Frederik Willem IV van Pruisen uit Italië meegebracht |
| 1829      | II, 76  | Mars van de Italiaanse Garde-Cavalerie (Marsch der Italienischen Garde-Cavallerie)              |                                                                   | in 1828 door de kroonprins Frederik Willem IV van Pruisen uit Italië meegebracht - bewerkt door Carl Engelhardt                                                                                             |
| 1829      | II, 77  | Mars van het Italiaanse 3e Regiment Svizzero                                                    |                                                                   | in 1828 door de kroonprins Frederik Willem IV van Pruisen uit Italië meegebracht - bewerkt door Carl Engelhardt                                                                                             |
| 1829      | II, 78  | Marsch Nr. 1                                                                                    | Frederik van Pruisen (1794-1863)                                  | |
| 1829      | II, 79  | Marsch Nr. 2                                                                                    | Frederik van Pruisen (1794-1863)                                  | |
| 1829      | II, 80  | Geschwindmarsch in F                                                                            | Carls Merz                                                        | |
| 1830      | II, 81  | Mars naar motieven uit de opera "La siège de Corinthe (Die Belagerung von Corinth)"             | Gioacchino Rossini                                                | bewerkt door Brandel - Mars van de groothertogelijke Badische Grenadieren |
| 1830      | II, 82  | Alpenzangersmars (Alpensängermarsch)                                                            | Andreas Nemetz                                                    | Mars over Zwitserse Nationale melodieën - bewerkt door Heinrich August Neithardt |
| 1830      | II, 83  | Pasta-Marsch                                                                                    | Andreas Nemetz                                                    | bewerkt door Heinrich August Neithardt |
| 1830      | II, 84  | Mars uit Den Haag (Marsch aus dem Haag)                                                         | François Dunkler sr.                                              | gecomponeerd in 1829 als Grenadiermars voor het Stafmuziekkorps van het Garde-Regiment Grenadiers en Jagersin Den Haag                                                                                      |
| 1830      | II, 85  | Mars van het Russisch Lijf-Garde Jagers Regiment                                                |                                                                   | bewerkt door Carl Engelhardt |
| 1830      | II, 86  | Mars van het Russisch Lijf-Garde Sapeurs Bataillon                                              |                                                                   | bewerkt door Carl Engelhardt |
| 1830      | II, 87  | Marsch                                                                                          | Friedrich Weller                                                  | |
| 1830      | II, 88  | Marsch                                                                                          |                                                                   | |
| 1832      | II, 89  | Schweizermarsch                                                                                 | Heinrich August Neithardt                                         | over een volkslied uit Zwitserland |
| 1832      | II, 90  | Mars over het koor van de emiren uit de opera "Die Kreuzritter"                                 | Giacomo Meyerbeer                                                 | bewerkt door Heinrich August Neithardt |
| 1832      | II, 91  | Mars van het Oostenrijks Infanterie Regiment 42 Hertog van Wellington                           |                                                                   | |
| 1832      | II, 92  | Mars van het Oostenrijks(-Hongaars) Infanterie Regiment 60 Prins Wasa                           |                                                                   | bewerkt door Carl Engelhardt |
| 1832/1833 | II, 93  | Mars uit Petersburg                                                                             |                                                                   | bewerkt door Carl Engelhardt |
| 1832/1833 | II, 94  | Mars over liederen uit Stiermarken                                                              | Heinrich August Neithardt                                         | |
| 1833      | II, 95  | Mars uit Praag (1833)                                                                           |                                                                   | |
| 1833      | II, 96  | Mars uit Turijn (1833)                                                                          |                                                                   | in 1833 van de gravin Henriëtte Rossi uit Turijn meegebracht - bewerkt door Carl Engelhardt |
| 1834      | II, 97  | Mars van het Sardinische Garde Jagers Regiment                                                  | J. Gouella                                                        | met een trio uit de opera „L'Elisir d'Amore (Der Liebestrank)“ van Gaetano Donizetti - in 1834 uit Turijn meegebracht - bewerkt door Heinrich August Neithardt                                              |
| 1834      | II, 98  | Mars naar motieven uit de komische opera "Le Serment ou Les Faux-Monnoyeurs (Die Falschmünzer)" | Daniel François Esprit Auber                                      | bewerkt door Christian Buschinsky |
| 1834      | II, 99  | Mars van het Lijf-Garde Preobraschenski Regiment                                                | Friedrich Haase                                                   | in het trio het Lemberger lied - gecomponeerd in 1816 - een presenteermars (zie ook AM I, 30) |
| 1834      | II, 100 | Mars uit Wenen (1834)                                                                           |                                                                   | |
| 1834      | II, 101 | Mars naar motieven uit de opera «Lestocq - L'Intrigue et l'amour»                               | Daniel François Esprit Auber                                      | |
| 1835      | II, 102 | Mars op een Spanse Nationaaldans - Herinneringen aan Kaliscz (1835)                             | Prinses Augusta van Pruisen                                       | |
| 1835      | II, 103 | Mars van het Oostenrijkse Infanterie Regiment 25 von Trapp                                      | Johann Prochaska                                                  | in 1835 van prins Wilhelm I van Duitsland uit Praag meegebracht |
| 1836      | II, 104 | Mars uit het ballet "Der gestiefelte Kater"                                                     | Hermann Schmidt                                                   | |
| 1836      | II, 105 | Mars van het 1. Maagdenburgse Infanterie Regiment Nr.26                                         | Wilhelm Körner                                                    | |
| 1836      | II, 106 | Mars over de romance "Der Reiter und sein Liebchen"                                             | Gustav Reichardt                                                  | bewerkt door Johann Carl Neumann |
| 1836      | II, 107 | Mars van het Oostenrijks Infanterie Regiment 12 Graaf Rothkirch                                 |                                                                   | |
| 1836      | II, 108 | Mars van het Russische Infanterie Regiment Prins Karel van Pruisen                              | Job von Witzleben                                                 | bewerkt door Heinrich August Neithardt |
| 1836      | II, 109 | Marsch                                                                                          | kroonprins Oscar I van Zweden                                     | |
| 1836      | II, 110 | Mars, de vrouw prinses Augusta van Pruisen opgedragen                                           | Job von Witzleben                                                 | |
| 1836      | II, 111 | Mars van het Lijf-Gard Pavlovski Regiment                                                       | Heinrich Soußmann                                                 | |
| 1837      | II, 112 | Mars uit de schouwspelmuziek "Der Militärbefehl"                                                | Hermann Schmidt                                                   | |
| 1837      | II, 113 | Mars (1837) uit Petersburg                                                                      |                                                                   | |
| 1839      | II, 114 | Marsch                                                                                          | Johann Kelch                                                      | |
| 1839      | II, 115 | Marsch                                                                                          |                                                                   | van de grootvorst Michaël Pavlovitsj van Rusland geschikt - bewerkt door Ferdinand Haase |
| 1839      | II, 116 | Mars naar motieven uit de opera «Le brasseur de Preston (Der Brauer von Preston)»               | Adolphe Adam                                                      | bewerkt door Johann Carl Neumann |
| 1839      | II, 117 | Mars van het Oostenrijkse Infanterie Regiment 42 Hertog van Wellington                          | Johann Schubert                                                   | in 1838 van koning Frederik Willem III van Pruisen uit Teplice meegebracht |
| 1840      | II, 118 | Mars naar motieven uit de opera «Les Huguenots (Die Hugenotten)»                                | Giacomo Meyerbeer                                                 | bewerkt door Hübner |
| 1840      | II, 119 | Pruisenmas (Preußenmarsch)                                                                      | Joseph Golde                                                      | Originele titel Mars over Nationaal-melodieën - sinds 1922 in een nieuwe versie met niet veranderd trio van Theodor Grawert                                                                                 |
| 1841      | II, 120 | Hongaarse mars (Ungarischer Marsch)                                                             | Alexander Radovski                                                | bewerkt door Franz Liszt |
| 1841      | II, 121 | Mars naar motieven uit de opera «Saffo (Sappho)»                                                | Giovanni Pacini                                                   | in 1841 uit Napels |
| 1841      | II, 122 | Mars naar motieven uit het ballet «De verovering van Constantijn» en de opera «Saffo (Sappho)»  | Giovanni Pacini                                                   | |
| 1843      | II, 123 | Mars van het Russische Grenadier Regiment Koning Frederik Willem III van Pruisen                |                                                                   | uit Sint-Petersburg |
| 1843-1844 | II, 124 | Mars naar motieven uit de opera «La fille du régiment (Die Regimentstochter)»                   | Gaetano Donizetti                                                 | |
| 1844      | II, 125 | Marsch                                                                                          | Ferdinand Dregert                                                 | |
| 1844      | II, 126 | Geschwindmarsch nach Motiven aus Quadrillen                                                     | Johann Strauß sr.                                                 | uit zijn Jubelquadrille en de Ferdinandquadrille |
| 1844      | II, 127 | Krieger's Lust                                                                                  | Josef Gung'l                                                      | opus 26 "Festmarsch" - gecomponeerd in 1843 |
| 1846      | II, 128 | Steyrers Heimweh                                                                                | Josef Gung'l                                                      | opus 38 |
| 1846      | II, 129 | Potsdamer Casinomarsch                                                                          | Josef Gung'l                                                      | opus 45 "Potsdamer Casino-Polka" |
| 1846      | II, 130 | Soldatengruß                                                                                    | August M. Canthal                                                 | opus 95 - bewerkt door Carl Engelhardt |
| 1846      | II, 131 | Geschwindmarsch                                                                                 | Willem Frederik Graaf von Redern                                  | |
| 1846      | II, 132 | Militaire Feestklanken                                                                          | Ferdinand Kreinecker                                              | |
| 1846      | II, 133 | Mars naar de «Gazelle»                                                                          | Theodor Kullack                                                   | bewerkt door Wilhelm Wieprecht |
| 1846      | II, 134 | Corsomars                                                                                       | Maximilien Graziani                                               | opus 35 |
| 1846      | II, 135 | Mars naar motieven uit de opera «Alessandro Stradella»                                          | Friedrich Adolf Ferdinand Freiherr von Flotow                     | bewerkt door Albert Leutner |
| 1846      | II, 136 | Mars naar motieven uit de opera «The Bohemian Girl (Die Zigeunerin)»                            | Michaël William Balfe                                             | in 1841 van prins Wilhelm I van Duitsland uit Wenen meegebracht |
| 1846      | II, 137 | Pochhammer-Marsch                                                                               | Gottfried Piefke                                                  | aan de Generaal-Luitenant Wilhelm von Pochhammer opgedragen |
| 1846      | II, 138 | Grande Marche militaire                                                                         | Philipp Musard                                                    | |
| 1846-1847 | II, 139 | Mars van het Oostenrijks Infanterie Regiment 18 Baron Reisinger                                 |                                                                   | in 1841 van prins Karel van Pruisen uit Milaan geschikt |
| 1847      | II, 140 | Mars naar motieven uit de opera «Il Torneo»                                                     | John Jane Graaf von West-Moreland                                 | |
| 1847      | II, 141 | Oostenrijkse Defiliermars                                                                       | Johann Strauß sr.                                                 | opus 209 van 25 augustus 1847 - bewerkt door Wilhelm Christoph |
| 1847      | II, 142 | Mars naar de "Jasminwals"                                                                       | Joseph Labitzky                                                   | bewerkt door Wilhelm Christoph |
| 1848      | II, 143 | Prins Eugen Geschwindmarsch                                                                     | Carl Neumann                                                      | als trio het bekende lied "Prinz Eugen, der edle Ritter" |
| 1849      | II, 144 | Defileer-mars                                                                                   | Prinses Charlotte van Pruisen (1831-1855)                         | |
| 1849      | II, 145 | Radetzkymars                                                                                    | Johann Strauß sr.                                                 | opus 228 van 29 september 1848 - tot de hulde aan de Oostenrijkse legeraanvoerder gouverneur-generaal Josef Radetzky von Radetz                                                                             |
| 1850      | II, 146 | Wrangelmars met het Wrangellied                                                                 | Carl Hering                                                       | opus 10 van 9 december 1849 - aan de Generaal von Wrangel opgedragen |
| 1851      | II, 147 | Wiener Kreuzer-Polka                                                                            | Johann Strauß sr.                                                 | opus 220 van 26 april 1848 |
| 1851      | II, 148 | Geschwindmarsch                                                                                 | Prinses Charlotte van Pruisen (1831-1855)                         | |
| 1852      | II, 149 | Marsch                                                                                          | Johann Vorst von Caradja                                          | |
| 1853      | II, 150 | Defileer-mars naar motieven uit de opera «Rigoletto»                                            | Giuseppe Verdi                                                    | in 1852 van prins Albert van Pruisen (1809-1872) uit Braunschweig meegebracht - bewerkt door Wilhelm Wieprecht                                                                                              |
| 1853      | II, 151 | Mars naar motieven uit het ballet Catarina, ou La Fille du Bandit                               | Cesare Pugni                                                      | in 1852 van prins Karel van Pruisen uit Moskou meegebracht - bewerkt door Wilhelm Wieprecht |
| 1853      | II, 152 | Mars over de Musketier dans uit de balletmuziek «Satanella»                                     | Peter Ludwig Hertel                                               | bewerkt door Wilhelm Wieprecht |
| 1853      | II, 153 | Marsch                                                                                          | Anton von Kontsky                                                 | bewerkt door Wilhelm Wieprecht |
| 1853      | II, 154 | Frans Joseph-mars                                                                               | Johannes Oldrini                                                  | bewerkt door Wilhelm Christoph |
| 1853      | II, 155 | Mars naar motieven uit de opera «Indra, das Schlangenmädchen»                                   | Friedrich Adolf Ferdinand Freiherr von Flotow                     | bewerkt door Carl Neumann |
| 1853      | II, 156 | Mars naar melodieën van de koning van Hannover                                                  | Koning George V van Hannover                                      | bewerkt door Wilhelm Christoph |
| 1853      | II, 157 | Colonnesmars                                                                                    | Emil Winter                                                       | 3e prijs bij het Mars-compositie-wedstrijd van de muziekuitgave Bote & Bock Berlijn in 1853 |
| 1853      | II, 158 | Mars naar motieven uit de opera «Die Großfürstin Sophia Catharina»                              | Friedrich Adolf Ferdinand Freiherr von Flotow                     | bewerkt door Gottfried Christian Meinberg - 3e prijs bij het Mars-compositie-wedstrijd van de muziekuitgave Bote & Bock Berlijn in 1852                                                                     |
| 1853      | II, 159 | Mars van het Oostenrijkse Infanterie Regiment 34 Prins van Pruisen                              |                                                                   | in 1853 uit Ölmütz meegebracht |
| 1854      | II, 160 | Pepitamars                                                                                      | Friedrich Pfeifke                                                 | gecomponeerd om 1820 na een Spaanse volksdans, benoemd na een Ballerina - bewerkt door Carl Neumann |
| 1854      | II, 161 | Alexandermars                                                                                   | Andreas Leonhardt                                                 | "Alexander Cesarevitsj Mars, 1853" - bewerkt door Wilhelm Christoph |
| 1854      | II, 162 | Marsch                                                                                          | Prinses Charlotte van Pruisen (1831-1855)                         | |
| 1855      | II, 163 | Marsch                                                                                          | Wilhelm Friedrich Graaf von Redern                                | |
| 1855      | II, 164 | Gitana-Mars                                                                                     | Gottfried Piefke                                                  | het woord Gitana is afkomstig uit het Spaans (=Zigeunerachtig) |
| 1856      | II, 165 | Geschwindmarsch                                                                                 | Wilhelm Friedrich Graaf von Redern                                | |
| 1856      | II, 166 | Geschwindmars over het Dom-bouwlied uit Keulen                                                  | Heinrich Leudenbach                                               | |
| 1856      | II, 167 | Defileer-mars                                                                                   | Friedrich Orlin                                                   | prijswinnaar in 1855 bij het Mars-compositie-wedstrijd van de muziekuitgave Bote & Bock Berlijn |
| 1857      | II, 168 | Defileer-mars                                                                                   | Carl Faust                                                        | 1e prijs bij het Mars-compositie-wedstrijd van de muziekuitgave Bote & Bock Berlijn in 1856 |
| 1857      | II, 169 | Manoeuvre-mars                                                                                  | Emil Winter                                                       | 2e prijs bij het Mars-compositie-wedstrijd van de muziekuitgave Bote & Bock Berlijn in 1856 |
| 1857      | II, 170 | Marsch                                                                                          | Friedrich Löhrcke                                                 | in het trio is een thema verwerkt uit de piano sonate in A-groot van Ludwig van Beethoven |
| 1857      | II, 171 | Rekrutenmarsch                                                                                  | Ludwig Jeschko                                                    | |
| 1860      | II, 172 | Prins Friedrich Wilhelm Mars                                                                    | Heinrich Saro                                                     | 3e prijs bij het Mars-compositie-wedstrijd van de muziekuitgave Bote & Bock Berlijn in 1856 |
| 1860      | II, 173 | Helenenmars                                                                                     | Friedrich Lübbert                                                 | 1e prijs bij het Mars-compositie-wedstrijd van de muziekuitgave Bote & Bock Berlijn in 1857 |
| 1860      | II, 174 | Victoriamars                                                                                    | Emil Neumann                                                      | 1e prijs bij het Mars-compositie-wedstrijd van de muziekuitgave Bote & Bock Berlijn in 1858 |
| 1860      | II, 175 | Soldatenklänge                                                                                  | Eduard Buchholtz                                                  | 2e prijs bij het Mars-compositie-wedstrijd van de muziekuitgave Bote & Bock Berlijn in 1858 |
| 1860      | II, 176 | Defileer-mars                                                                                   | Heinrich Saro                                                     | 1e prijs bij het Mars-compositie-wedstrijd van de muziekuitgave Bote & Bock Berlijn in 1859 |
| 1860      | II, 177 | Cavaleriemars                                                                                   | Friedrich Speer                                                   | |
| 1862      | II, 178 | Fahnenweihmarsch                                                                                | Gustav Loewenthal                                                 | |
| 1862      | II, 179 | Triomfmars                                                                                      | Georg Goldschmidt                                                 | |
| 1862      | II, 180 | Aanvalscolonnemars                                                                              | Friedrich Wilhelm Voigt                                           | opus 32 |
| 1862      | II, 181 | Hohenzollern-Marsch                                                                             | Ernst Mahler                                                      | met het lied van het Huis Hohenzollern "Vom Fels zum Meer" |
| 1864      | II, 182 | Margarethenmars                                                                                 | Charles Gounod                                                    | naar motieven uit de opera Faust - Marguérite, bewerkt door Gottfried Piefke |
| 1864      | II, 183 | Mars van het Regiment Sebastopol                                                                |                                                                   | in november 1862 van prins Albert van Pruisen (1809-1872) uit de Kaukasus meegebracht |
| 1864      | II, 184 | Liechtenstein-Mars                                                                              | Joseph Strauß                                                     | opus 36 van 3 september 1857 - bewerkt door Friedrich Wilhelm Voigt |
| 1864      | II, 185 | Düppeler Sturmmarsch                                                                            | Gottfried Piefke                                                  | de vijf lege takten herinneren aan de inslag van een granaat |
| 1864      | II, 186 | Düppel-Schanzen-Sturmmarsch                                                                     | Gottfried Piefke                                                  | in het trio is het lied "Steh' ich in finstrer Mitternacht" verwerkt |
| 1864      | II, 187 | Mars over de liederen «The blue Bells of Scotland» en «The Rifle Brigade March»                 | Friedrich Wilhelm Voigt                                           | in opdracht van de Pruisische kroonprinses Victoria bewerkt |
| 1864      | II, 188 | Düppeler Morgenroth                                                                             | Friedrich Zikoff                                                  | met het lied "Morgenroth, Morgenroth" - opgedragen aan de Pruisische kroonprins Frederik III |
| 1865      | II, 189 | Siegesmarsch                                                                                    | Gottfried Piefke                                                  | opgedragen aan koning Wilhelm I van Duitsland |
| 1865      | II, 190 | Der Alsenströmer                                                                                | Gottfried Piefke                                                  | een Hongaarse mars - gecomponeerd in 1864 vlak voor Alsen, toen Hongaarse troepen samen met de Pruisische troepen werden ingezet                                                                            |
| 1865      | II, 191 | Der Lymfjordströmer                                                                             | Gottfried Piefke                                                  | benoemd naar de Fjord bij Aalborg (gemeente), Noord-Jutland (regio) - in het trio is het lied "Schier dreißig Jahre bist du alt" verwerkt                                                                   |
| 1865      | II, 192 | Kärntner Liedermarsch                                                                           | Anton Seifert                                                     | opus 80 - gecomponeerd in 1861 in Wolfsberg (Karinthië) - bewerkt door Georg Goldschmidt |
| 1865      | II, 193 | Krakowiak uit Oostenrijk                                                                        |                                                                   | bewerkt door Friedrich Wilhelm Voigt |
| 1866      | II, 194 | Mars van Problus en Prim op 3 juli 1866                                                         | Heinrich Laudenbach                                               | |
| 1866      | II, 195 | Der Königgrätzer                                                                                | Gottfried Piefke                                                  | gecomponeerd en uitgevoerd 's avonds op de slagveld van Königgrätz op 3 juli 1866 - in het trio is de mars Der Hohenfriedberger verwerkt                                                                    |
| 1867      | II, 196 | De 30 januari 1866                                                                              | Friedrich Wilhelm Voigt                                           | |
| 1867      | II, 197 | Steinmetz-Mars                                                                                  | Carl Bratfisch                                                    | ter herinnering aan de slag bij Skalitz op 28 juni 1866 |
| 1867      | II, 198 | Fridericus Rex Grenadiermars                                                                    | Ferdinand Radeck                                                  | in het trio is de ballade van Carl Loewe, op. 61 uit 1838 verwerkt |
| 1867      | II, 199 | Lundby Mars                                                                                     | Carl Walther                                                      | ter herinnering van het 1e gevecht van het 3e Neder-Silezische Infanterie Regiment Nr. 50 bij Lundby in 1864 - in het trio het lied "Hinaus in die Ferne" van Albert Gottlieb Methfessel                    |
| 1867      | II, 200 | Kriegers Lebewohl                                                                               | Wilhelm Lücke                                                     | "Lebewohl, bis aufs Wiedersehn" |
| 1867      | II, 201 | Defileer-mars over de ballade "Die drei Liebchen"                                               | Wilhelm Speyer                                                    | bewerkt door Friedrich Wilhelm Voigt - opus 36 van januari 1866 |
| 1867      | II, 202 | Königgrätzer overwinningsmars over Spontini's «Borussia»                                        | Friedrich Wilhelm Voigt                                           | opus 40 van 1866 |
| 1870      | II, 203 | Marche militaire                                                                                | Pauline Viardot-García                                            | gecomponeerd in 1867 in Baden-Baden en aan de Pruisische koningin Augusta van Saksen-Weimar-Eisenach opgedragen - bewerkt door Wilhelm Wieprecht                                                            |
| 1870      | II, 204 | Helmstadt Mars                                                                                  | A. Klaar                                                          | gevecht van het 8e Rijnlandse Infanterie-Regiment Nr.70 op 25 juli 1866 bij Helmstadt rond 16 km zuidwestelijk van Würzburg                                                                                 |
| 1871      | II, 205 | Salus Caesari nostro Guilelmo (1871)                                                            | Friedrich Wilhelm Voigt                                           | opus 61 met de hymne uit Händels oratorium Judas Maccabäus (1746) |
| 1871      | II, 206 | Versailler Feestmars tot 18 januari 1871                                                        | Friedrich August Trenkler                                         | opus 106 |
| 1876      | II, 207 | Bombardonmars                                                                                   | Heinrich Saro                                                     | opus 107 - naar motieven uit Brülls Das goldene Kreuz |
| 1883      | II, 208 | De Duitse Keizergarde                                                                           | Friedrich Wilhelm Voigt                                           | opus 66 - ter herinnering aan de slag bij Großgörschen op 2 mei 1813 - het trio met inzet van de signaalhoorns                                                                                              |
| 1887      | II, 209 | Drie Keizers Mars                                                                               | Friedrich Wilhelm Voigt                                           | ter gelegenheid van de bijeenkomst van de drie keizers Frans Jozef I van Oostenrijk, tsaar Alexander III van Rusland en Wilhelm I van Duitsland in Berlijn                                                  |
| 1891      | II, 210 | zie Marsencollectie van het Pruisische leger III, 69                                            |                                                                   | |
| 1891      | II, 211 | zie Marsencollectie van het Pruisische leger III, 70                                            |                                                                   | |
| 1892      | II, 212 | Koning Karel Mars                                                                               | Carl Ludwig Unrath                                                | gecomponeerd in 1868 - benoemd naar de koning Karel I van Württemberg |
| 1892      | II, 213 | zie Marsencollectie van het Pruisische leger III,72                                             |                                                                   | |
| 1893      | II, 214 | zie Marsencollectie van het Pruisische leger III, 55                                            |                                                                   | |
| 1893      | II, 215 | Marsch                                                                                          | Prins August Willem van Pruisen                                   | gecomponeerd in 1751 - bewerkt door Carl Frese |
| 1893      | II, 216 | Mars van het Infanterie Regiment von Thiele Nr. 46 (circa 1795)                                 |                                                                   | bewerkt door Carl Frese - het regiment stond in Warschau |
| 1893      | II, 217 | Mars van het Infanterie Regiment Prins Ferdinand Nr. 34 (circa 1790)                            |                                                                   | bewerkt door Carl Frese - 2e mars van het regiment (1e mars zie AM I, 73) - het regiment stond in Ruppin |
| 1893      | II, 218 | Marsch                                                                                          | Prins August Willem van Pruisen                                   | gecomponeerd in 1750 - bewerkt door Carl Frese |
| 1893      | II, 219 | Marsch                                                                                          | Philippina Charlotte van Pruisen, Hertogin van Brunswijk-Lüneburg | gecomponeerd in 1751 - bewerkt door Carl Frese |
| 1893      | II, 220 | Mars van het Infanterie Regiment von Möllendorff Nr. 25 (circa 1796)                            |                                                                   | bewerkt door Carl Frese - 1e mars van het regiment (2e mars zie AM I, 64) - het regiment stond in Berlijn                                                                                                   |
| 1893      | II, 221 | Mars van het Infanterie Regiment von Treskow Nr. 17 (circa 1800)                                |                                                                   | bewerkt door Carl Frese - het regiment stond in Danzig |
| 1893      | II, 222 | Mars van het Infanterie Regiment Jung Bornstedt Nr. 20 (circa 1792)                             |                                                                   | bewerkt door Carl Frese - 2e mars van het regiment (1e mars zie AM I, 74) - het regiment stond in Maagdenburg                                                                                               |
| 1893      | II, 223 | zie Marsencollectie van het Pruisische leger III, 83                                            |                                                                   | |
| 1893      | II, 224 | Mars van het Infanterie Regiment Groothertog Frederik I van Baden                               | Carl Haefele                                                      | naam ontleent aan het Infanterie-Regiment Groothertog Frederik I van Baden (8e Würtembergse) Nr. 126 in Straatsburg                                                                                         |
| 1896      | II, 225 | zie Marsencollectie van het Pruisische leger III, 89                                            |                                                                   | |
| 1896      | II, 226 | Hohenzollern Mars                                                                               | Otto Berger                                                       | opus 43 |
| 1900      | II, 227 | zie Marsencollectie van het Pruisische leger III, 52                                            |                                                                   | |
| 1900      | II, 228 | Mars van het 5e Hannoverse Infanterie Regiment Nr.165 (1866)                                    |                                                                   | het regiment stond in Lüneburg |
| 1900      | II, 229 | Mars van het 2e Hannoverse Infanterie Regiment Nr.77 (1866)                                     |                                                                   | het regiment stond in Celle |
| 1900      | II, 230 | Mars van het 4e Hannoverse Infanterie Regiment Nr.164 (1866)                                    | Julius Gerold                                                     | gecomponeerd in 1862 als Georgs Mars - het regiment stond in Stade |
| 1900      | II, 231 | Mars van het Hannoverse Garde Jagers Bataljon (1866)                                            | Wilhelm Nedderhuth                                                | gecomponeerd in 1809 - een Presenteermars, opgebouwd op het Engelse jaagdlied van de Hampshire Hunting Club - het Bataljon stond in Hannover                                                                |
| 1900      | II, 232 | Mars van het Hannoverse 2e Jager Bataljon (1866)                                                |                                                                   | het Bataljon stond in Hildesheim |
| 1900      | II, 233 | Mars van het Hannoverse 3e Jager Bataljon (1866)                                                |                                                                   | het Bataljon stond in Hannover |
| 1900      | II, 234 | Mars van de Hannoverse pionieren (1866)                                                         |                                                                   | |
| 1901      | II, 235 | zie Marsencollectie van het Pruisische leger III, 113                                           |                                                                   | |
| 1902      | II, 236 | Keizerin Auguste Victoria Mars                                                                  | Eduard Funck                                                      | opus 145 - met het uit 1844 daterende lied "Schleswig-Holstein, meerumschlungen" van Karl Gottlieb Bellmann                                                                                                 |
| 1905      | II, 237 | zie Marsencollectie van het Pruisische leger III, 14                                            |                                                                   | bewerkt door Heinrich van Eyken - deze versie werd van 1905 tot 1926 gespeeld |
| 1908      | II, 238 | Mars van het Hessische Lijfgarde Infanterie Regiment 115                                        |                                                                   | bewerkt door Hugo Hauske - uit twee langzame marsen uit de 18e eeuw samengevoegd |
| 1911      | II, 239 | Mars van de vrijwillige Jagers uit de bevrijdingsoorlogen                                       |                                                                   | uit de tijd om 1800 - bewerkt door Heinrich Homann (componist) |
| 1912      | II, 240 | Preußens Gloria                                                                                 | Gottfried Piefke                                                  | gecomponeerd in 1871 |
| 1912      | II, 241 | Zweedse Oorlogsmars (Björneborgarnes)                                                           |                                                                   | uit de 18e eeuw - bewerkt door Theodor Grawert |
| 1913      | II, 242 | Frontmarsch                                                                                     | Georg Kirchhof                                                    | gecomponeerd in 1913 |
| 1913      | II, 243 | De Jager uit Keurpalts (Der Jäger aus Kurpfalz)                                                 | Johann Gottfried Rode                                             | als trio het lied van Martin Klein |
| 1918      | II, 244 | Rigaer Einzugsmarsch                                                                            | Karl Hagen                                                        | gecomponeerd 1917 bij Riga |
| 1925      | II, 245 | Beierse Zapfenstreich                                                                           |                                                                   | naar de Beierse dienstvoorwarden vanuit 1822/1823 |
| 1925      | II, 246 | Beierse Defileer-mars                                                                           | Adolf Scherzer                                                    | gecomponeerd in 1850 als Parademars |
| 1925      | II, 247 | Prins Karel Mars                                                                                | Carl Neudel                                                       | gecomponeerd in 1892 (andere bronnen documenteren, dat hij voor 1875 is geschreven) - benoemd naar het Beierse Infanterie Regiment Nr. 3 te Augsburg                                                        |
| 1925      | II, 248 | Mussinan-Mars                                                                                   | Carl Carl                                                         | aan de kolonel Lodewijk Ridder van Mussinan opgedragen in 1882 |
| 1925      | II, 249 | Regiment kroonprins Defileer-mars                                                               | Josef Hauser                                                      | benoemd naar het Beierse Infanterie Regiment Nr. 2 te München |
| 1925      | II, 250 | Defileer-mars                                                                                   | Joseph Strebinger                                                 | opus 1 "Defileer-mars Nr. 3" - gecomponeerd in 1866 |
| 1925      | II, 251 | Von der Tann-Mars                                                                               | Andreas Hager                                                     | |
| 1925      | II, 252 | Koning Lodewijk II-Mars                                                                         | Georg Seifert                                                     | benoemd naar Koning Lodewijk II van Beieren |
| 1925      | II, 253 | Taxis-Mars                                                                                      | Christian Kolb                                                    | in 1849 aan de Beierse generaal en vorst Karl Theodor von Taxis opgedragen |
| 1925      | II, 254 | Prins Arnulf-Mars                                                                               | Max Högg                                                          | benoemd naar de prins Arnulf van Beieren |
| 1925      | II, 255 | Prins Leopold-Mars                                                                              | Gottfried Sonntag                                                 | opus 70 - gecomponeerd in 1873 en opgedragen aan de prins Leopold van Beieren |
| 1925      | II, 256 | Badenweiler-Mars                                                                                | Georg Fürst                                                       | gecomponeerd na het gevecht van het Beierse Infanterie Regiment bij Badonviller (Duits: Badenweiler) 63 km westelijk van Straatsburg op 12 augustus 1914. Deze mars was de favoriete mars van Adolf Hitler. |
| 1925      | II, 257 | Op de Côte Lorraine                                                                             | Otto Kirmse                                                       | opus 25 - gecomponeerd in 1915 als Combres Mars en aan de luitenant-kolonel von Rücker opgedragen |
| 1925      | II, 258 | Revue Mars                                                                                      | August Reckling                                                   | gecomponeerd voor 1886 |
| 1925      | II, 259 | Duitse Keizer Mars                                                                              | Friedrich Zikoff                                                  | opus 69 - gecomponeerd in 1871 |
| 1925      | II, 260 | Kerntroepen Mars                                                                                | Hermann Schmiedecke                                               | gecomponeerd rond 1895 |
| 1925      | II, 261 | Graaf Pückler-Woellwarth-Mars                                                                   | Julius Schreck                                                    | gecomponeerd rond 1905 |
| 1925      | II, 262 | Mars van het Hessische district-Regiment en het Regiment "Landgraaf"                            |                                                                   | uit twee langzame marsen uit de 18e eeuw samengevoegd; het Kreits-Regiment was het Hessische kontingent in de troepenmacht van de Boven-Rijnse Kreits.                                                      |
| 1925      | II, 263 | Aartshertog Albrecht-Mars                                                                       | Karel Komzák II                                                   | opus 136 - opgedragen aan Aartshertog Albrecht van Oostenrijk-Teschen ter gelegenheid van zijn 70e verjaardag op 3 augustus 1887                                                                            |
| 1926      | II, 264 | Mit Bomben und Granaten                                                                         | Benjamin Bilse                                                    | opus 37 - gecomponeerd in 1880 |
| 1926      | II, 265 | Weidmannsheil                                                                                   | August Reckling                                                   | opus 52 - gecomponeerd in 1886 |
| 1926      | II, 266 | Duitsland hoog in de eer                                                                        | Oskar Hackenberger                                                | gecomponeerd in de Eerste Wereldoorlog |
| 1929      | II, 267 | Hindenburg-Mars                                                                                 | Gustav Gerloff                                                    | aan de generaal-veldmaarschalk Paul von Hindenburg opgedragen |